# 索拉诺 (格罗塞托省)
索拉诺（義大利語：Sorano），是意大利格罗塞托省的一个市镇。总面积174.6平方公里，人口3671人，人口密度21.0人/平方公里（2009年）。ISTAT代码为053026。